# 송자대전판
송자대전판(宋子大全板)은 대전광역시 동구에 있는, 조선 후기의 대유학자 우암 송시열(1607∼1689) 선생의 문집과 연보 등을 모아 만든 『송자대전』의 목판이다. 1989년 3월 18일 대전광역시의 유형문화재 제1호로 지정되었다.

## 개요
이 목판은 조선 후기의 대유학자 우암 송시열(1607∼1689) 선생의 문집과 연보 등을 모아 만든 『송자대전』의 목판으로 총 11,023판이다.
송시열은 김장생의 문하생으로 힘있고 논리적인 문장과 서체에 뛰어났고 평생 주자학연구에 몰두하여 율곡 이이의 학통을 잇는 기호학파의 주류이었다. 여러 관직을 거쳐 좌의정까지 오르지만 낙향과 유배, 재기용과 은거를 거듭하며 결국은 남인들에 의해 사약을 받고 목숨을 잃었다.
『우암문집』의 초판은 숙종 43년(1717)에 민진후가 임금의 명을 받아 교서관에서 금속활자로 간행하였으며, 그 후 정조 즉위 초에 전서간행의 어명이 떨어져 글을 수집하였고, 옛 책과 합쳐 그 목판본이 정조 11년(1787)에 평안감영에서 책으로 만들어졌다. 하지만 그 첫권과 연보는 서울의 교정소에서 별도로 간행되었으며, 총 215권 102책의 전서(全書)를 완성하여 『송자대전』이라 이름하였다.
송자대전목판은 순조 19년(1819)에 장판각을 지어 보관하였으나 1907년에 전쟁으로 인한 화재로 소실되어 1929년 선생의 후손과 유림들이 다시 간행하였다. 이 때 『송서습유』4책과 『속습유』2책을 함께 간행함으로써 『송자대전』은 총 108책에 달하게 되었다.

## 같이 보기
- 송자대전
- 송시열

## 참고 자료
- 송자대전판 - 국가유산청 국가유산포털